# Gran Premi d'Espanya de motociclisme de 1961
El Gran Premi d'Espanya de motociclisme de 1961 fou la primera cursa de la temporada 1961 de motociclisme. La cursa es disputà al Circuit de Montjuïc (Barcelona, Catalunya) el dia 23 d'abril de 1961.
El programa incloïa també dues curses estatals: una de la categoria Turismo de Serie (guanyada per Carles Rocamora amb Montesa) i l'altra de Sport Nacional (guanyada per Maurici Aschl amb Bultaco).

## 250 cc
18 pilots a la sortida

### Arribats a la meta
| Pos. | Pilot            | Moto      | Temps         | Punts |
| ---- | ---------------- | --------- | ------------- | ----- |
| 1    | Gary Hocking     | MV Agusta | 1h 06' 34" 29 | 8     |
| 2    | Tom Phillis      | Honda     | +22" 43       | 6     |
| 3    | Silvio Grassetti | Benelli   | +1' 05" 69    | 4     |
| 4    | Jim Redman       | Honda     | +1' 38" 61    | 3     |
| 5    | Hans Fischer     | MZ        | +2 voltes     | 2     |
| 6    | Dan Shorey       | NSU       |               | 1     |

### Retirats
| Pilot             | Moto        | Motiu retirada |
| ----------------- | ----------- | -------------- |
| Tarquinio Provini | Moto Morini | avaria         |
| Bruno Spaggiari   | Benelli     | caiguda        |
| Mike Hailwood     | FB Mondial  | caiguda        |

## 125 cc
23 pilots a la sortida

### Arribats a la meta
| Pos. | Pilot               | Moto    | Temps      | Punts |
| ---- | ------------------- | ------- | ---------- | ----- |
| 1    | Tom Phillis         | Honda   | 57' 12" 80 | 8     |
| 2    | Ernst Degner        | MZ      | +20" 60    | 6     |
| 3    | Jim Redman          | Honda   | +33" 53    | 4     |
| 4    | Mike Hailwood       | EMC     | +38" 91    | 3     |
| 5    | John Grace          | Bultaco | +54" 92    | 2     |
| 6    | Ricardo Quintanilla | Bultaco | +1' 56" 38 | 1     |
| 7    | "Comte"             | Ducati  | +1 volta   |       |
| 8    | Rex Avery           | EMC     | +1 volta   |       |
| 9    | César Gracia        | Montesa | +1 volta   |       |

## Sidecar
15 equips a la sortida

### Arribats a la meta
| Pos. | Pilot                 | Passatger           | Moto   | Temps      | Punts |
| ---- | --------------------- | ------------------- | ------ | ---------- | ----- |
| 1    | Helmut Fath           | Alfred Wohlgemuth   | BMW    | 57' 24" 52 | 8     |
| 2    | Fritz Scheidegger     | Horst Burkhardt     | BMW    | +1' 06" 07 | 6     |
| 3    | Edgar Strub           | Kurt Huber          | BMW    | +2' 06" 09 | 4     |
| 4    | Arsenius Butscher     | Manfred Ludwigkeit  | BMW    | +2' 18" 37 | 3     |
| 5    | Heinz Luthringshauser | Heiner Vester       | BMW    | +1 volta   | 2     |
| 6    | Jo Rogliardo          | Marcel Godillot     | BMW    | +1 volta   | 1     |
| 7    | Alwin Ritter          | Hermann Bernhard    | BMW    | +1 volta   |       |
| 8    | Claude Lambert        | Marie-Laure Lambert | BMW    | +1 volta   |       |
| 9    | Carlos Del Val        | n.d.                | Norton | +2 voltes  |       |
| 10   | Guy Sauzeraux         | Mosconi             | Norton | +2 voltes  |       |